# Fałszywka
Fałszywka (in italiano: "documento falso" o "falsificazione") è un termine polacco usato per descrivere documenti riservati contraffatti e falsi rapporti di polizia prodotti dal Ministero della pubblica sicurezza della Repubblica Popolare di Polonia. Il loro scopo era quello di minare la popolarità di oppositori importanti del Partito Operaio Unificato Polacco, cercando principalmente di rovinare la loro reputazione come individui privati. Tra i fałszywki, usati sin dall'inizio del regime contro gli oppositori del regime, vi erano alcuni documenti apparentemente rubati o secretati riguardanti i membri d'opposizione che lavoravano come presunti informatori di polizia sotto il sistema sovietico. Molti sostengono tuttavia che negli anni ottanta era stato creato e disseminato un intero rapporto falso contro il sindacalista dissidente Lech Wałęsa quando venne nominato per il Premio Nobel per la pace. Questo documento era stato inventato e fatto "trapelare" ai media polacchi, come "prova" del suo tradimento verso Solidarność, in un tentativo di prevenire la premiazione di Wałęsa. Un documento simile portò alla pubblicazione di un libro di successo, Zabić tego Polaka, riguardante il falso piano di assassinio di papa Giovanni Paolo II durante il suo pellegrinaggio in Polonia nel 1983.

## Storia
L'ex capo dell'Ufficio della protezione di stato (UOP), il generale Gromosław Czempiński, ha descritto il metodo usato per creare un tipico fałszywka. Nessuno doveva vedere il documento originale (come nel caso di Lech Wałęsa) e lo Służba Bezpieczeństwa (SB) faceva in modo che fossero in circolazione soltanto le fotocopie, perché non potevano essere denunciate come false ed erano semplici da produrre. Czempiński ha affermato che il Ministero della pubblica sicurezza li impiegava frequentemente e spesso i nomi degli ufficiali che firmavano quei documenti venivano inventati. Lo scrittore Jerzy Urban ha notato che, se reperibili, venivano fotocopiate anche le firme dei collaboratori sospetti prese da altri documenti e inserite sui fałszywki prima delle ristampe.
In seguito alle rivoluzioni del 1989, i fałszywki furono catalogati dall'Istituto del ricordo nazionale (IPN) in base al proprio mandato, e successivamente resi disponibili al pubblico in base al diritto della richiesta d'accesso alle informazioni registrate in possesso delle organizzazioni governative (RFI). Numerosi politici importanti, come il ministro degli affari esteri Władysław Bartoszewski (ex prigioniero del campo di concentramento di Auschwitz) e il professore Jerzy Kłoczowski (membro del tavolo esecutivo dell'UNESCO), furono considerati come bersagli del regime. Kłoczowski fu difeso contro una calunnia basata su un fałszywka prodotto dall'SB, in una lettera di protesta pubblicata su Rzeczpospolita nel 2004 e firmata da numerose figure pubbliche polacche come il prof. Jerzy Buzek, Tadeusz Mazowiecki, Jan Nowak-Jeziorański, Prof. Władysław Bartoszewski, Prof. Andrzej Zoll, Józef Życiński, Andrzej Wajda, Prof. Barbara Skarga, Prof. Jan Miodek, Prof. Jerzy Zdrada, Aleksander Hall, Władysław Frasyniuk, Prof. Adam Galos, Krystyna Zachwatowicz e molti altri.

## Lech Wałęsa come agente Bolek

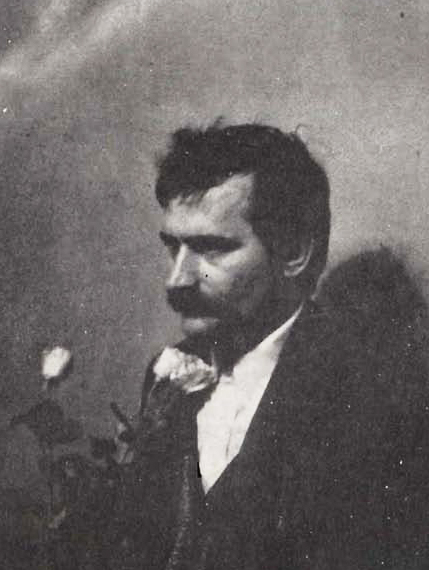
Lech Wałęsa nel 1980, Danzica.

Wałesa venne accusato di essere un informatore dello Służba Bezpieczeństwa sin dai primi anni settanta. Un libro del 2008 scritto dagli storici dell'IPN, Sławomir Cenckiewicz e Piotr Gontarczyk, presentò una prova che provocò un dibattito a livello nazionale. Il libro fu considerato da alcuni come molto controverso ma conteneva più di 130 pagine di documenti in favore della sua tesi, tratti dagli archivi dell'SB ereditati dall'IPN. Cenckiewicz difese le sue scoperte sulla base di queste fonti. Anche Janusz Kurtyka, all'epoca presidente dell'IPN, credeva nella veridicità della tesi, ma ammetteva che il libro non conteneva una prova al "cento per cento" di Wałęsa come agente Bolek. A peggiorare le cose, alcune delle fotocopie erano sparite dagli archivi della polizia segreta durante la presidenza di Wałęsa (1990–1995), percepito da molti commentatori come un problema più importante che avrebbe ostacolato il processo post-comunista di lustrismo in Polonia. L'SB cercò di reclutare Wałęsa diverse volte e mantenne il fascicolo "Bolek" tra il 1970 e il 1976. In diversi momenti della sua carriera, Wałęsa aveva ammesso e negato di aver identificato delle persone durante i suoi interrogatori registrati nei documenti. Tuttavia, non esiste alcun rapporto compromettente dell'SB, dato che si unì negli anni successivo al Libero sindacato della costa di Solidarność.
Nel 2011 l'IPN di Białystok parve ammettere che lo Służba Bezpieczeństwa creò alcuni documenti relativi alla sospetta collaborazione di Wałęsa con la polizia segreta. L'obiettivo dell'SB era di calunniarlo e discreditarlo prima della premiazione con il Nobel. I fałszywki furono apparentemente confermati nel processo del 2000 tramite un documento scritto nel 1985 dal maggiore Adam Styliński durante un'indagine interna al Ministero degli affar interni. Il documento di Styliński descriveva come venivano prodotti i fałszywki e la loro diffusione fino alla Norvegia durante il periodo della legge marziale in Polonia. Il 22 dicembre 2011, l'Istituto del ricordo nazionale confermò in un annuncio ufficiale che il sistema comunista aveva creato dei documenti falsi inviati in segreto ad Oslo con l'operazione SB "Ambasador" e altri similari durante gli anni ottanta. Nell'aprile del 2015, tuttavia, l'IPN trovò che non vi era alcuna prova di documenti falsificati riguardanti la presunta collaborazione di Wałęsa, portando alla conclusione che i relativi documenti non erano stati contraffatti.
Bisogna notare tuttavia che indipendentemente dal fatto che l'SB abbia falsificato alcuni dei documenti da inviare al comitato del Nobel, le conclusioni di Cenckiewicz e Gontarczyk non si basano sui documenti sospetti ma piuttosto agli archivi ufficiali dell'SB che sono completamente indipendenti da quelli di Oslo. Questo materiale conferma infatti la collaborazione di Wałęsa con l'SB. Secondo un annuncio del 2011 dell'IPN, l'affermazione riguardo alla falsificazione dei documenti di Bolek del comitato del Nobel conferma soltanto, e non nega le scoperte di Cenckiewicz e Gontarczyk, ciò che hanno scritto riguardo ai tentativi di falsificazione dell'SB nelle pagine 137-146 del loro libro. L'IPN rifiutò esplicitamente la pretesa non corretta che tutti i documenti di Bolek si erano rivelati dei falsi.
Cenckiewicz e Gontarczyk dichiarano anche che Wałęsa cercò di distruggere i documenti autentici durante il suo mandato presidenziale.
Nel 2016 e nel 2017, gli esperti dell'Istituto di ricerca forense del Prof. Jan Sehn a Cracovia hanno analizzato i documenti di Bolek dimostrando la collaborazione di Wałęsa's con l'SB e la loro totale autenticità.

## Pianificazione di un attentato contro Giovanni Paolo II

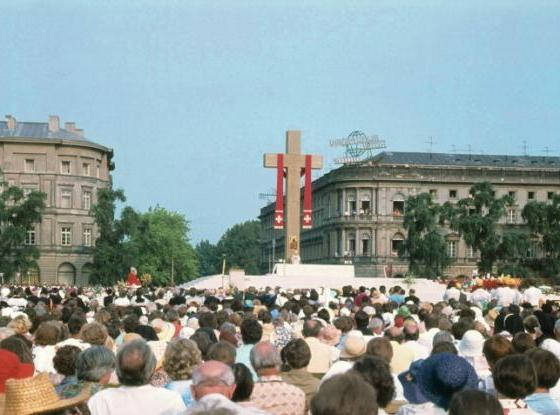
Giovanni Paolo II in un incontro con i fedeli a Piazza Vittoria, Varsavia, 1979

Il 13 maggio 1981, papa Giovanni Paolo II subì un attentato a Roma commesso dal turco Mehmet Ali Ağca. Si conosce poco riguardo ai documenti classificati che descrivono un simile attentato durante la visita papale del 1979 in Polonia. Tra il 2002 e il 2004, il prosecutore dell'IPN Andrzej Witkowski scoprì un fałszywka riguardante la pianificazione di un tentativo di uccisione da parte delle forze di sicurezza polacche durante la sua messa a Częstochowa. L'informazione giunse dal prosecutore comunista locale Marek Izydorek. Tuttavia, quando Witkowski cercò di localizzare la vera cartella, trovò soltanto una nota dove era scritto che non esistevano tali documenti.
La cartella del presunto attentato a Giovanni Paolo II fu la base della pubblicazione nel 1991 del libro Zabić tego Polaka, stampato a Varsavia da Wydawnictwo ROK. Nel libro si affermava che la missione doveva essere compiuta nel 1983 e non nel 1979, a Varsavia e non a Częstochowa, e l'unica ragione per cui non venne effettuata fu il detonatore difettoso della bomba. Si sospetta che la storia si basava su un falso rapporto della polizia prodotto dal Ministero della pubblica sicurezza.